# Оя Кодар
Оя Кодар (хорв. Oja Kodar; нар. 1941, Загреб, Хорватія) — хорватська акторка, сценарист, режисер.

## Біографія
Оя Кодар народилася в Загребі, Хорватія. Вона хорватка по матері та угорка по батькові. З 1961 і до смерті Орсона Веллса була його партнеркою по роботі та по життю. Вони зустрілись у 1961 на зніманні стрічки «Процес». На той час Орсон був одружений з італійською акторкою Паолою Морі. Та це не завадило їм згодом почати стосунки, які тривали до смерті Веллса у 1985. Громадськість дізналась про зв'язок Кодар і Веллса з італійської преси у 1970. Але він не розлучався з Паолою і водночас продовжував зустрічатися з хорваткою. Останній рік життя спілкування Орсона з законною дружиною зводилось до телефонних розмов.

## Кар'єра
На початку кар'єри в Кодар була роль французько-італійській комедії «Ніжний пройдисвіт» з Жаном-Полем Бельмондо в головній ролі. У 2015 на телебаченні показали «Венеційського купця» від режисера Орсона Веллса за участю акторки, його було знято ще в 1969. У наступному році закінчились знімання фільму «Глибина» того ж режисера та стрічка побачила світ лише влітку 2007. У Ої була головна роль Рей Інгрем — дружини Джона, які за сюжетом вирушили у подорож на яхті та потрапили в неприємності. Після роботи в короткометражці «Лондон» вона спробувала себе як сценарист фільму «Фальшивка» у співпраці з Орсоном Веллсом. Наступна акторська робота у неї була в югославській стрічці «Таємниці Ніколи Тесли». У 1982 Оя дебютує як продюсер фільму «Мрійники Орсона Веллса». У романтичній комедії «Кого-небудь кохати», події в якій відбуваються в День Святого Валентина, вона зіграла Єлену. У 2000 відбулась прем'єра драми «Незаперечні докази», яка знята за сценарієм Кодар.

## Фільмографія

### Фільми
| Рік  | Назва                     | Оригінальна назва              | Роль           | Примітки                                 |
| ---- | ------------------------- | ------------------------------ | -------------- | ---------------------------------------- |
| 1966 | «Ніжний пройдисвіт»       | Tendre voyou                   | Еріка          | акторка; зазаначена як Olga Dan Palinkas |
| 1969 | «Венеційський купець»     | The Merchant of Venice         |                | акторка; телефільм                       |
| 1970 | «Глибина»                 | The Deep                       | Рей Інгрем     | акторка                                  |
| 1971 | «Лондон»                  | London                         | Леді Черчилль  | акторка; короткометражка                 |
| 1973 | «Фальшивка»               | F for Fake                     |                | сценарист, в титрах не зазначена         |
| 1980 | «Таємниці Ніколи Тесли»   | Tajna Nikole Tesle             | Кетрін Джонсон | акторка                                  |
| 1982 | «Мрійники Орсона Веллса»  | Orson Welles' The Dreamers     |                | продюсер; короткометражка                |
| 1987 | «Кого-небудь кохати»      | Someone to Love                | Єлена          | акторка                                  |
| 1989 |                           | Jaded                          | Россанда       | акторка, режисер, продюсер               |
| 1992 | «Дон Кіхот Орсона Веллса» | Don Quijote de Orson Welles    |                | асоціативний продюсер                    |
| 1993 |                           | Vrijeme za…                    |                | сценарист, режисер                       |
| 1995 |                           | Orson Welles: The One-Man Band |                | акторка, режисер                         |
| 1997 | «Великий приз»            | The Big Brass Ring             |                | сценарист; короткометражка               |
| 1999 | «Незаперечні докази»      | The Big Brass Ring             |                | сценарист                                |
| 2018 | «Інша сторона вітру»      | The Other Side of the Wind     | акторка        | акторка                                  |